# Eclipse lunar de octubre de 2023
| Eclipse parcial de luna 28 de octubre de 2023                              | Eclipse parcial de luna 28 de octubre de 2023 |
| -------------------------------------------------------------------------- | --------------------------------------------- |
| Previo                                                                     | Eclipse \| Eclipse total \| Saros             |
| Posterior                                                                  | Eclipse \| Eclipse total \| Saros             |
| Eclipse lunar en Sarátov, Rusia, 20:12 UTC.                                |                                               |
| La Luna pasando de derecha a izquierda a través de la sombra de la Tierra. |                                               |
| Gamma                                                                      | 0.9471                                        |
| Magnitud                                                                   | 0.1220                                        |
| Saros                                                                      | 146 (11 de 72)                                |
| Duración (h:min:s)                                                         |                                               |
| Penumbra                                                                   | 04:24:34                                      |
| Parcial                                                                    | 01:17:21                                      |
| Contactos                                                                  |                                               |
| P1                                                                         | 18:01:47 UTC                                  |
| U1                                                                         | 19:35:18 UTC                                  |
| Máximo                                                                     | 20:14:03 UTC                                  |
| U4                                                                         | 20:52:39 UTC                                  |
| P4                                                                         | 22:26:20 UTC                                  |

Un eclipse lunar parcial fue acontecido el sábado 28 de octubre de 2023. El ciclo de saros de este eclipse es el número 146. 
Esta es la segunda vez que ocurre un eclipse lunar parcial durante el eclipse lunar en el ciclo número 146 de saros , desde el eclipse lunar ocurrido el 7 de octubre de 2005, y el eclipse lunar anterior en el ciclo número 146 de saros. Todos fueron eclipses lunares penumbrales. 

## Visibilidad

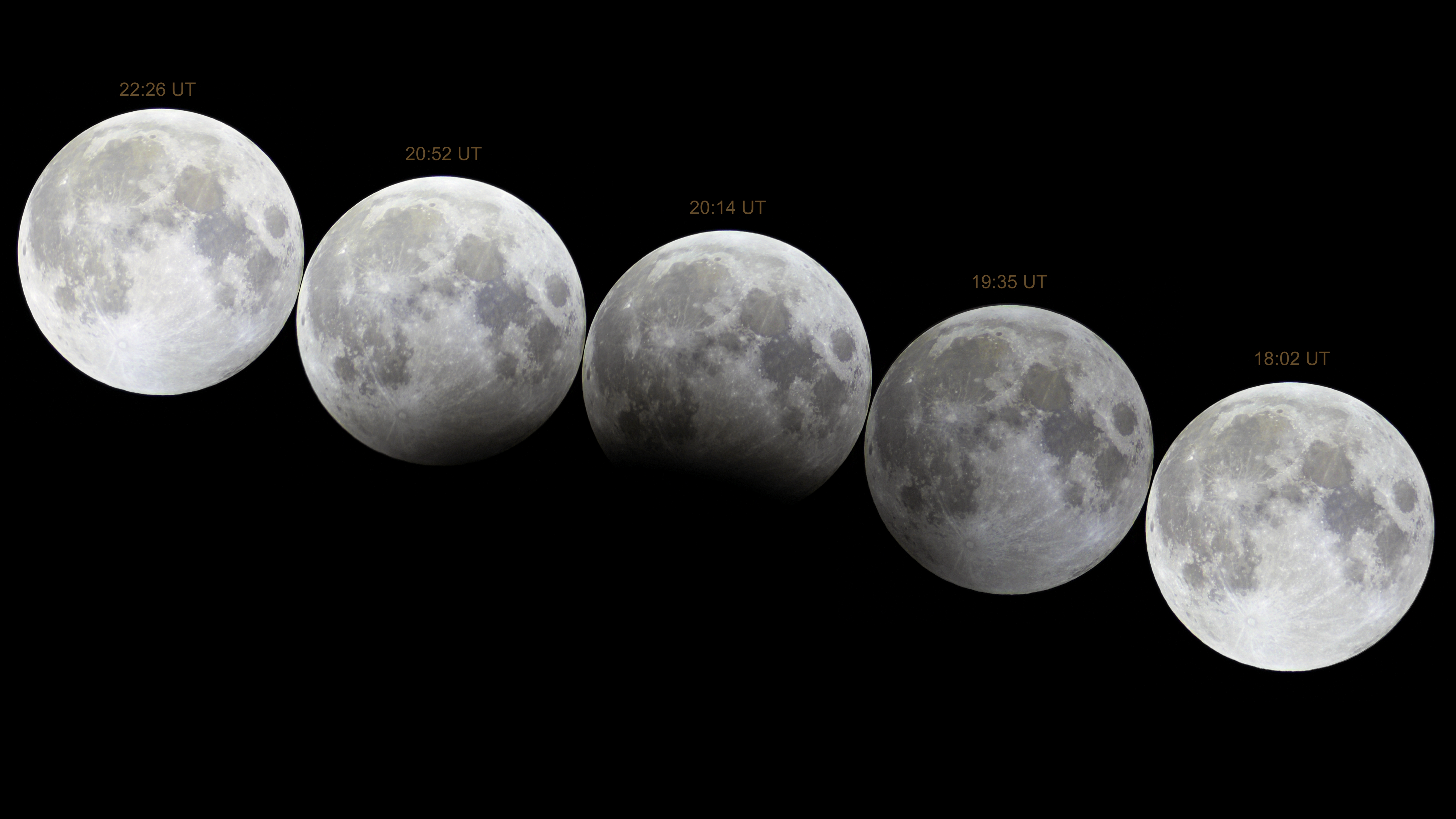
Eclipse lunar penumbral desde Oria, Italia 18:02 - 22:26 UTC.

Este eclipse lunar parcial fue observado en la mayor parte de Eurasia. Australia y la parte oriental de América. En áreas como la parte oriental del continente americano, se pudo observar un eclipse lunar al salir la luna, y en Asia Oriental, Sudeste Asiático y Oceanía, se pudo observar un eclipse lunar al ponerse la luna, un eclipse lunar.

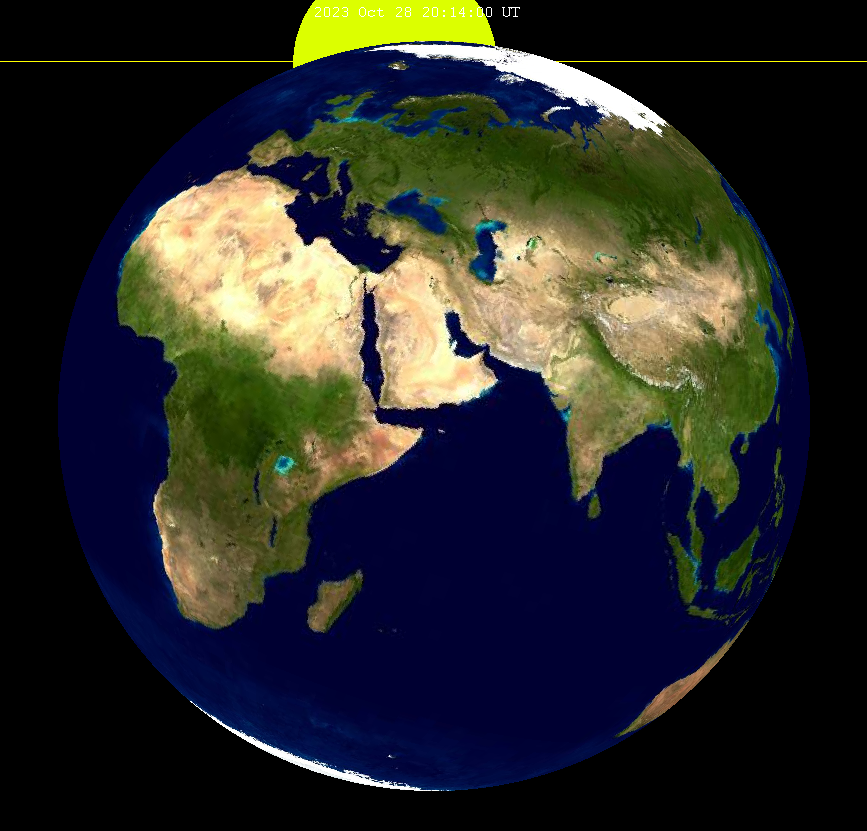
Simulado de la Tierra desde la Luna.
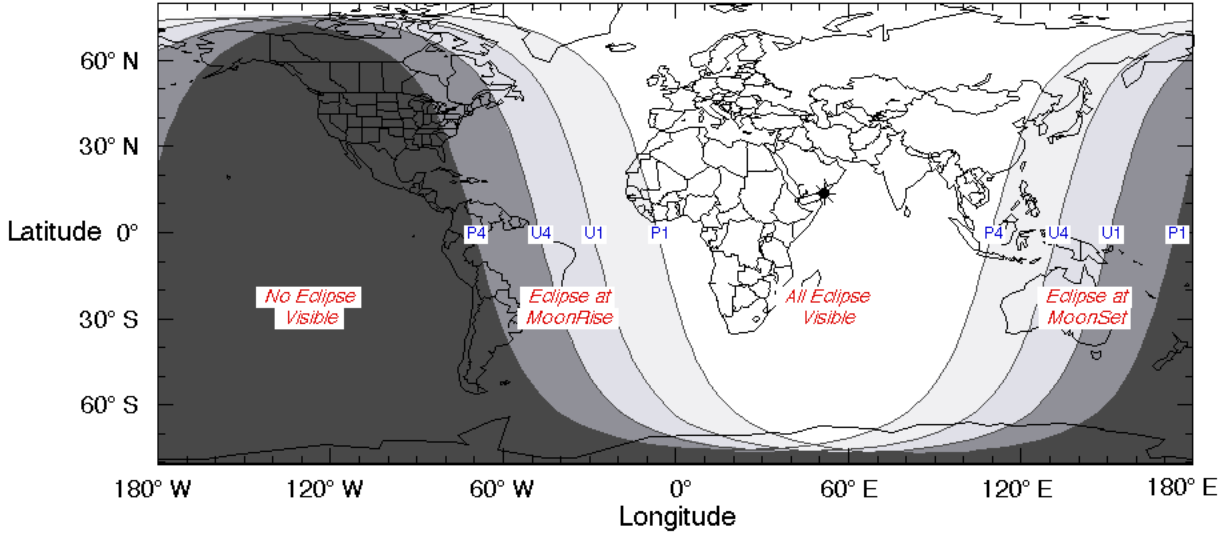
Mapa de visibilidad

## Galería

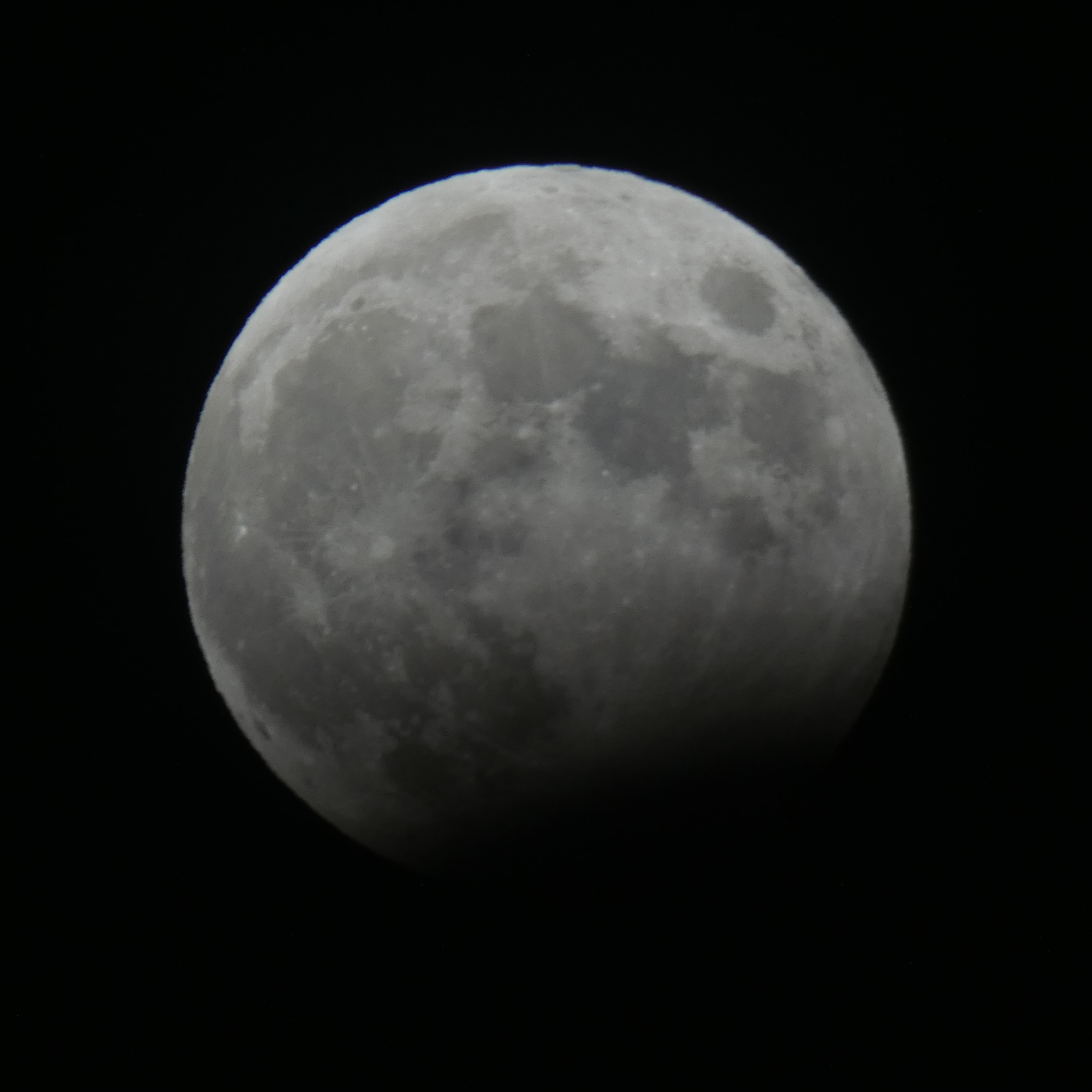
Logroño, España. 20:08 UTC
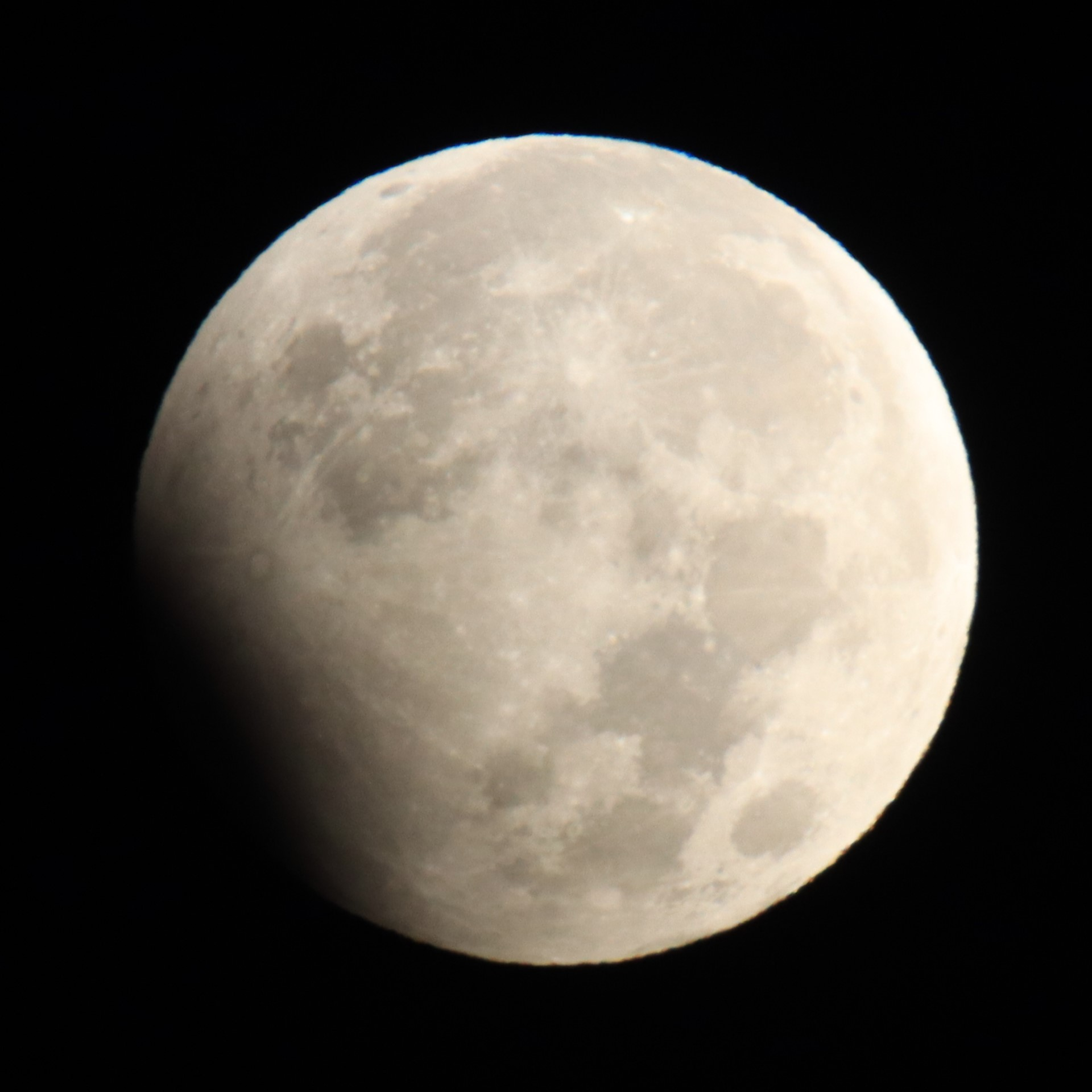
Prefectura de Gifu, Japón, 20:42 UTC
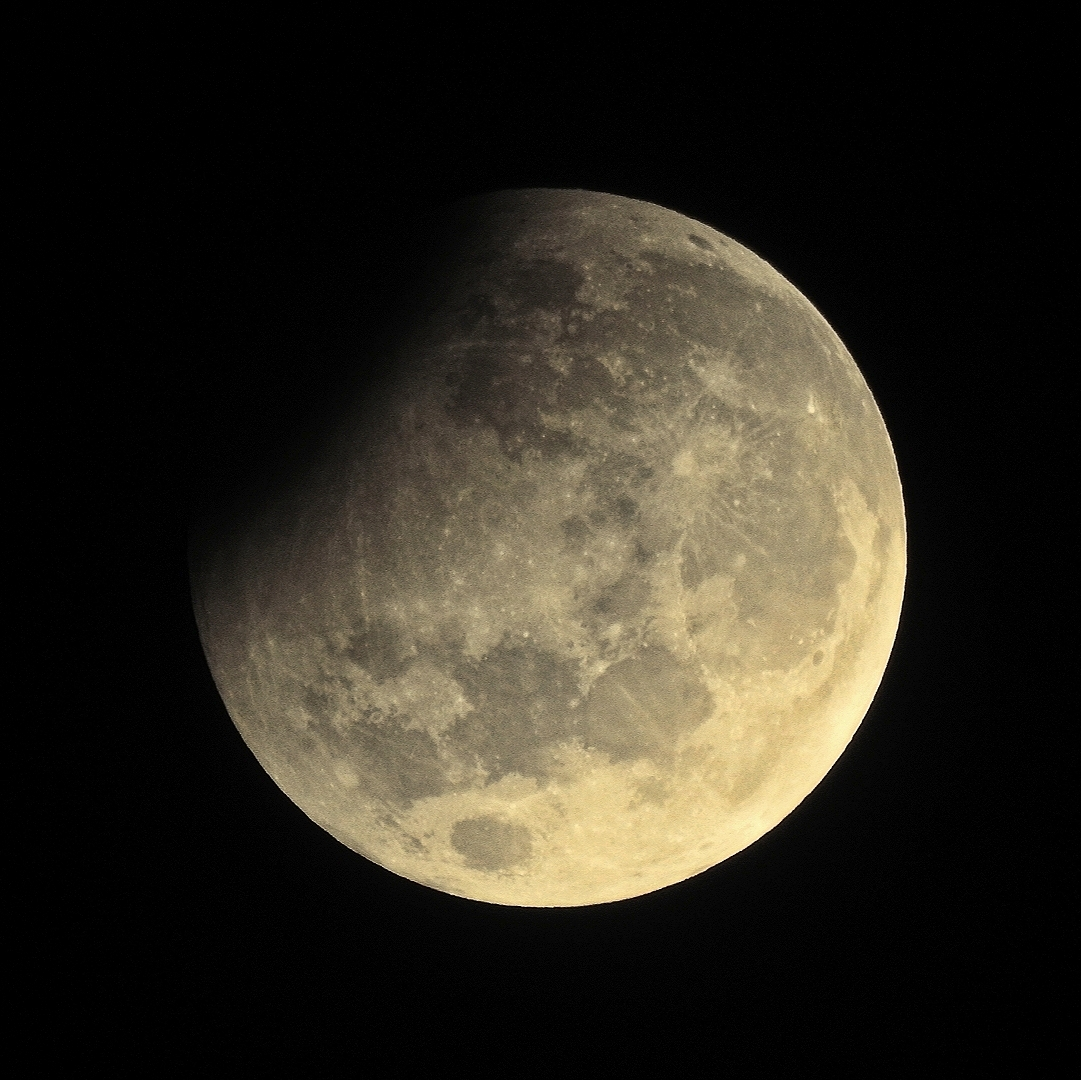
Surabaya, Indonesia, 20:14 UTC
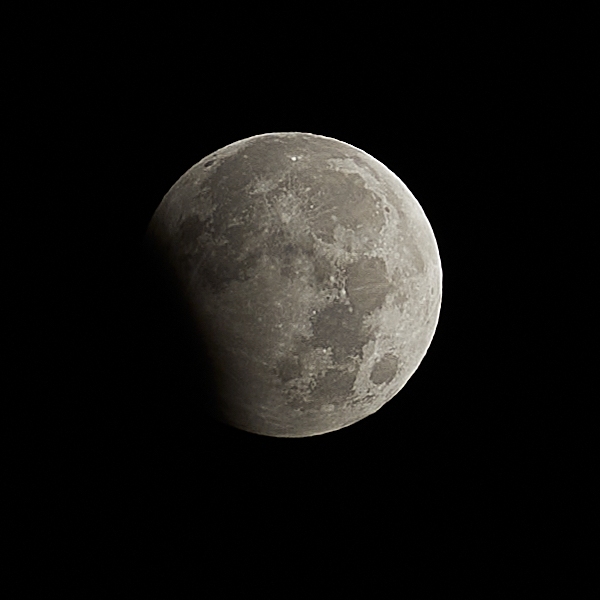
Vladivostok, Rusia. 20:15 UTC
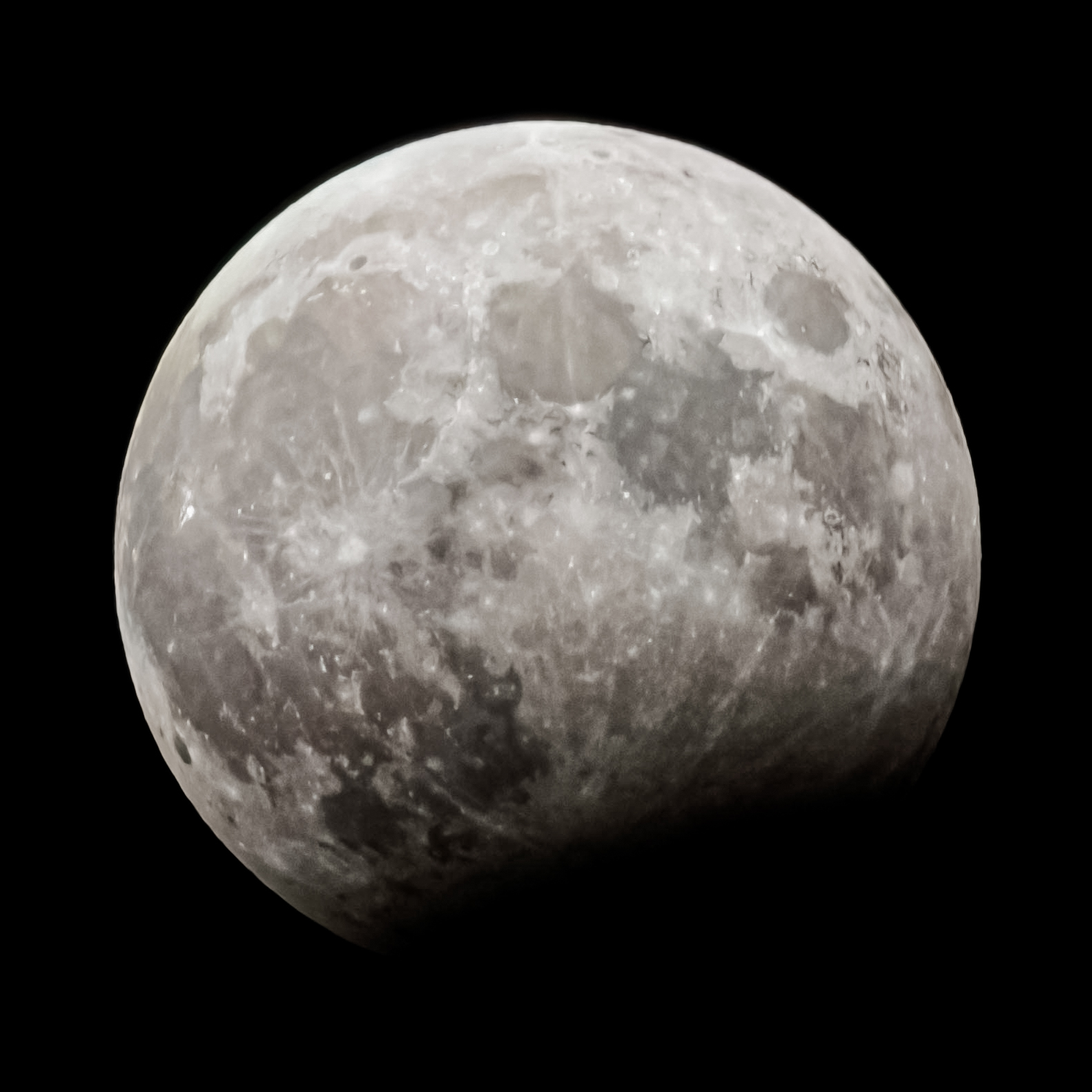
Austria, 20:17 UTC
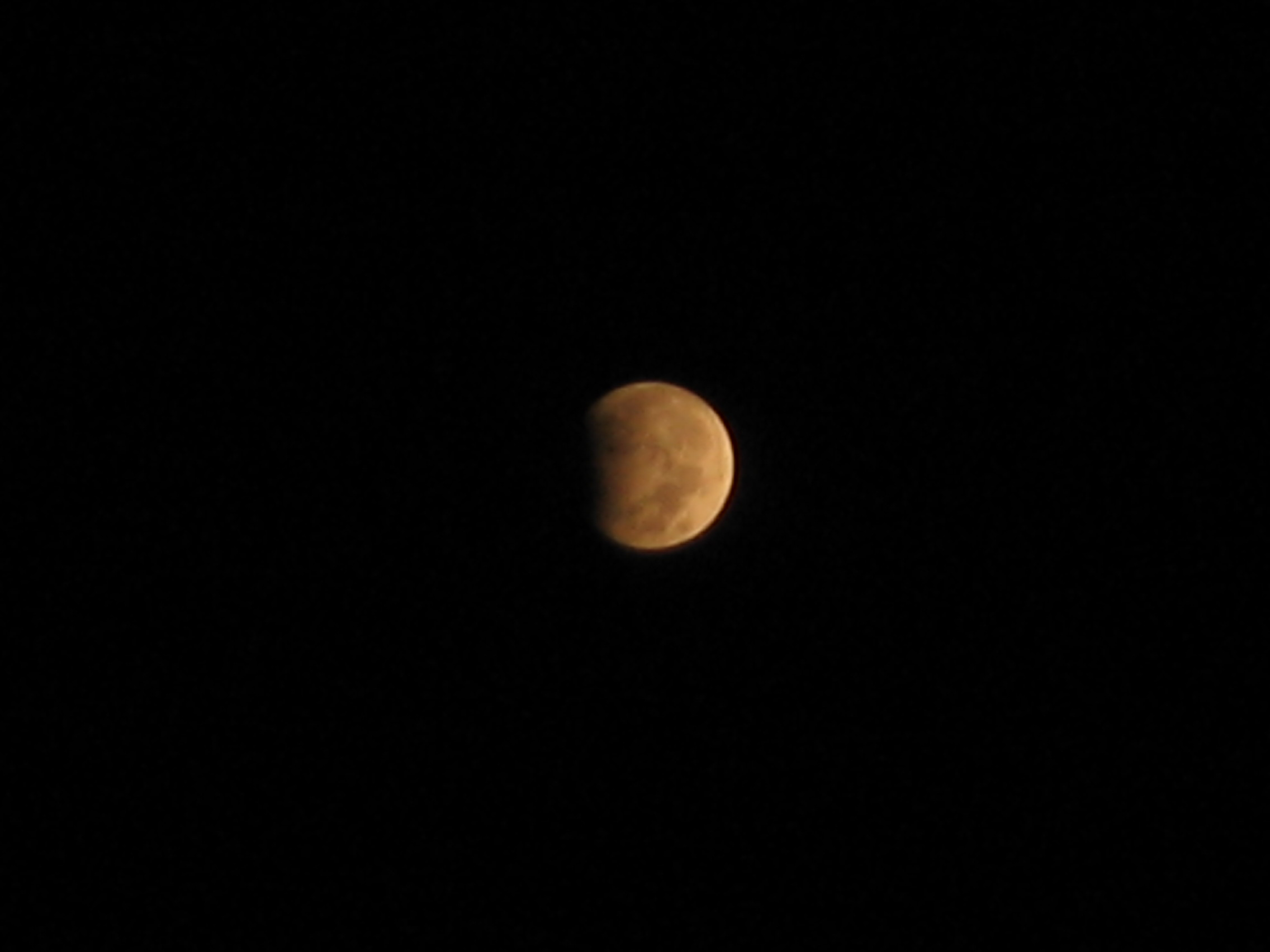
Hefei, China, 20:17 UTC
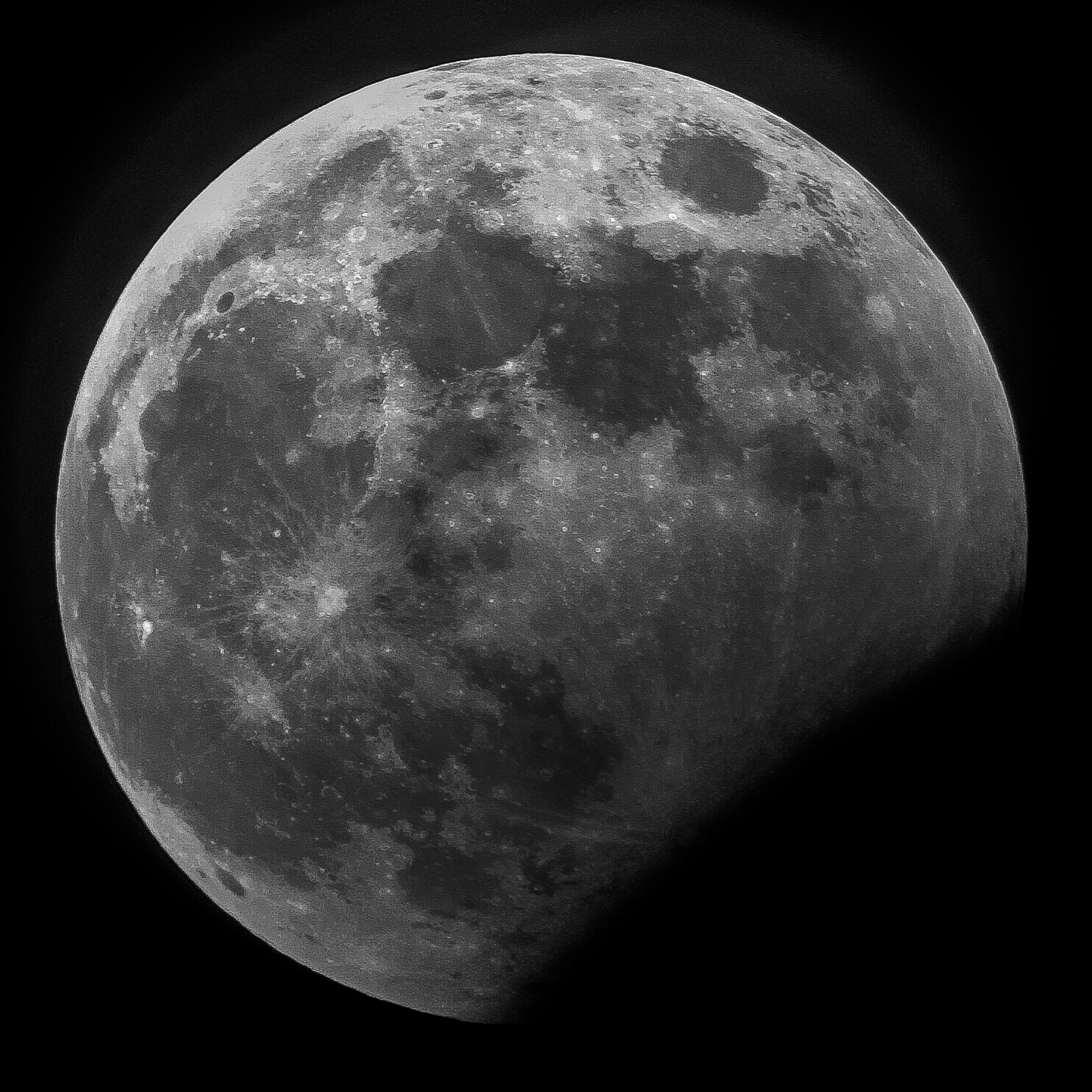
Kumbakonam, India, 20:21 UTC
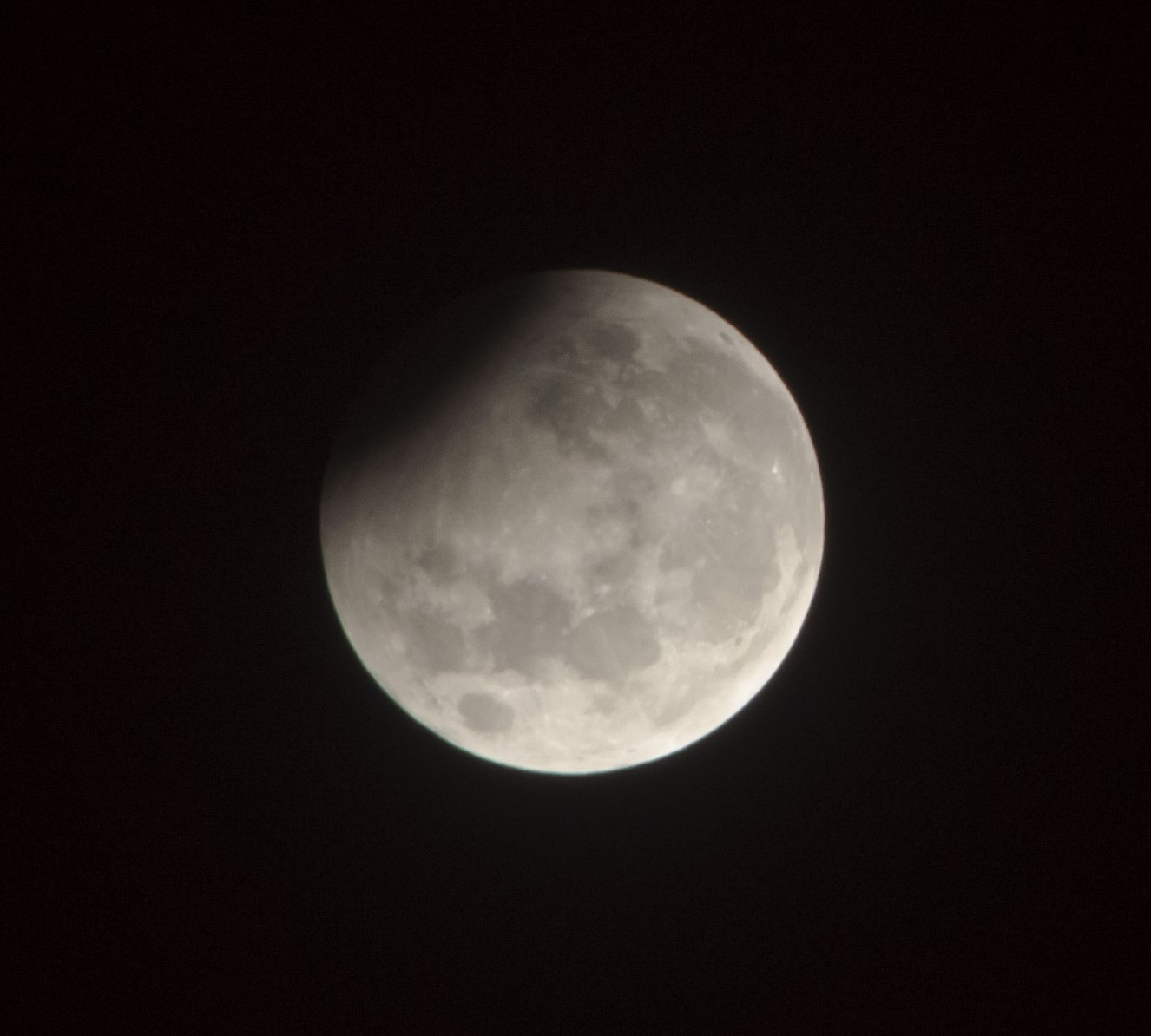
Yakarta, Indonesia, 20:23 UTC
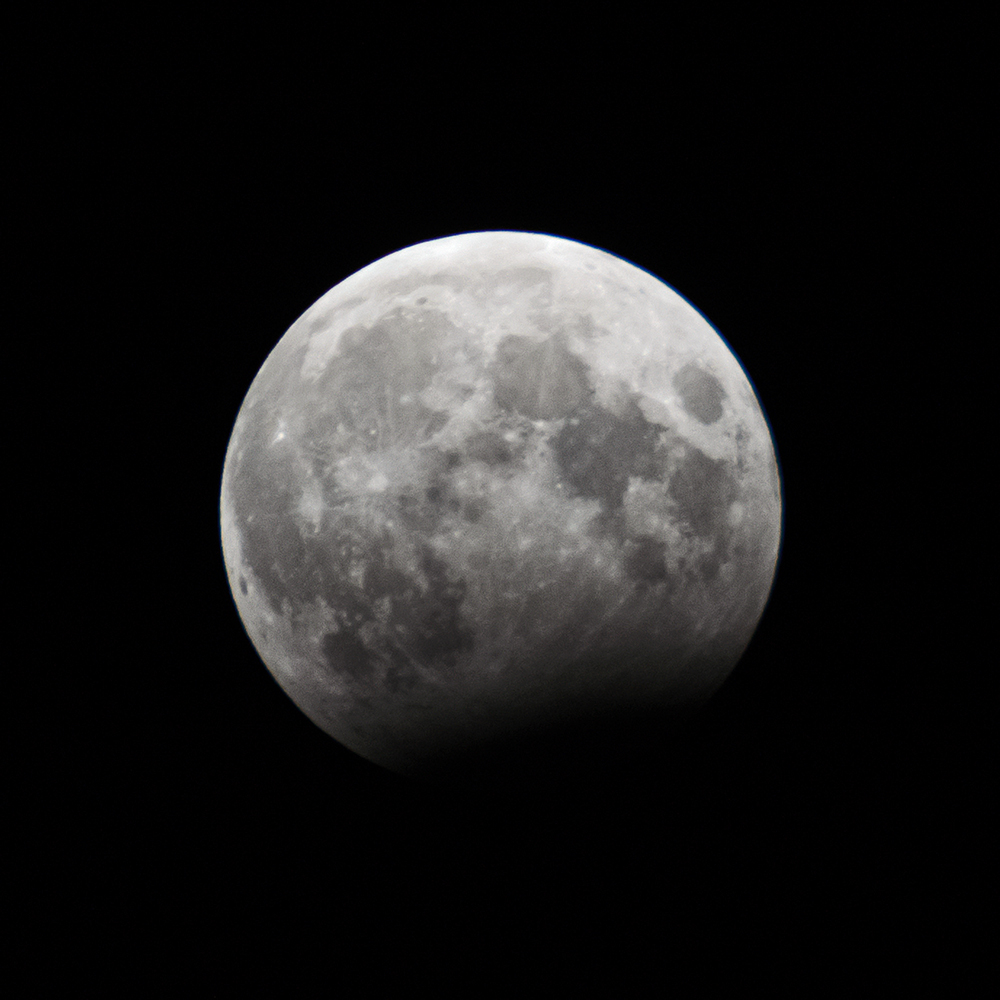
Elbe-Parey, Alemania, 20:31 UTC
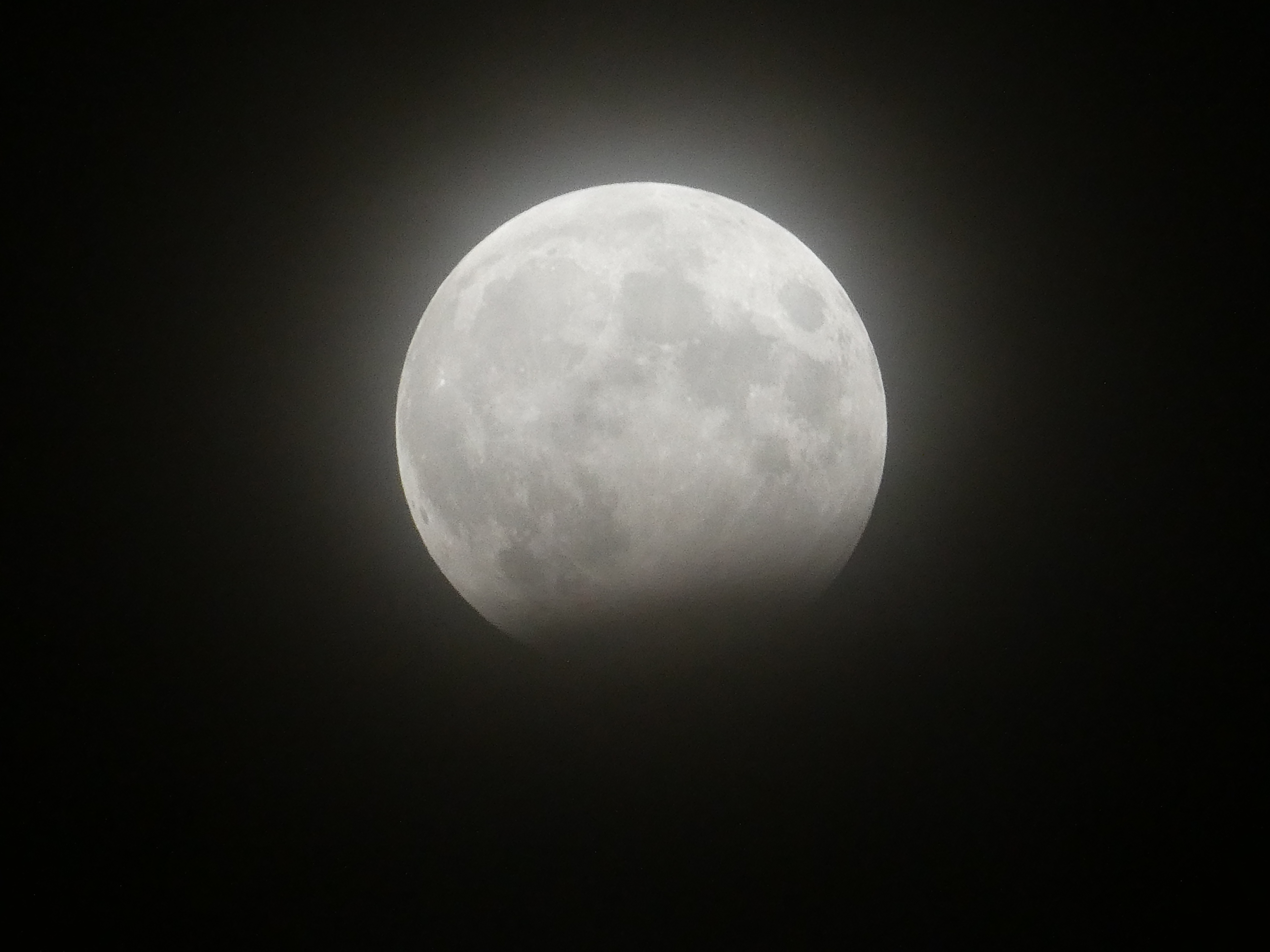
Vysočina, República Checa, 20:13 UTC
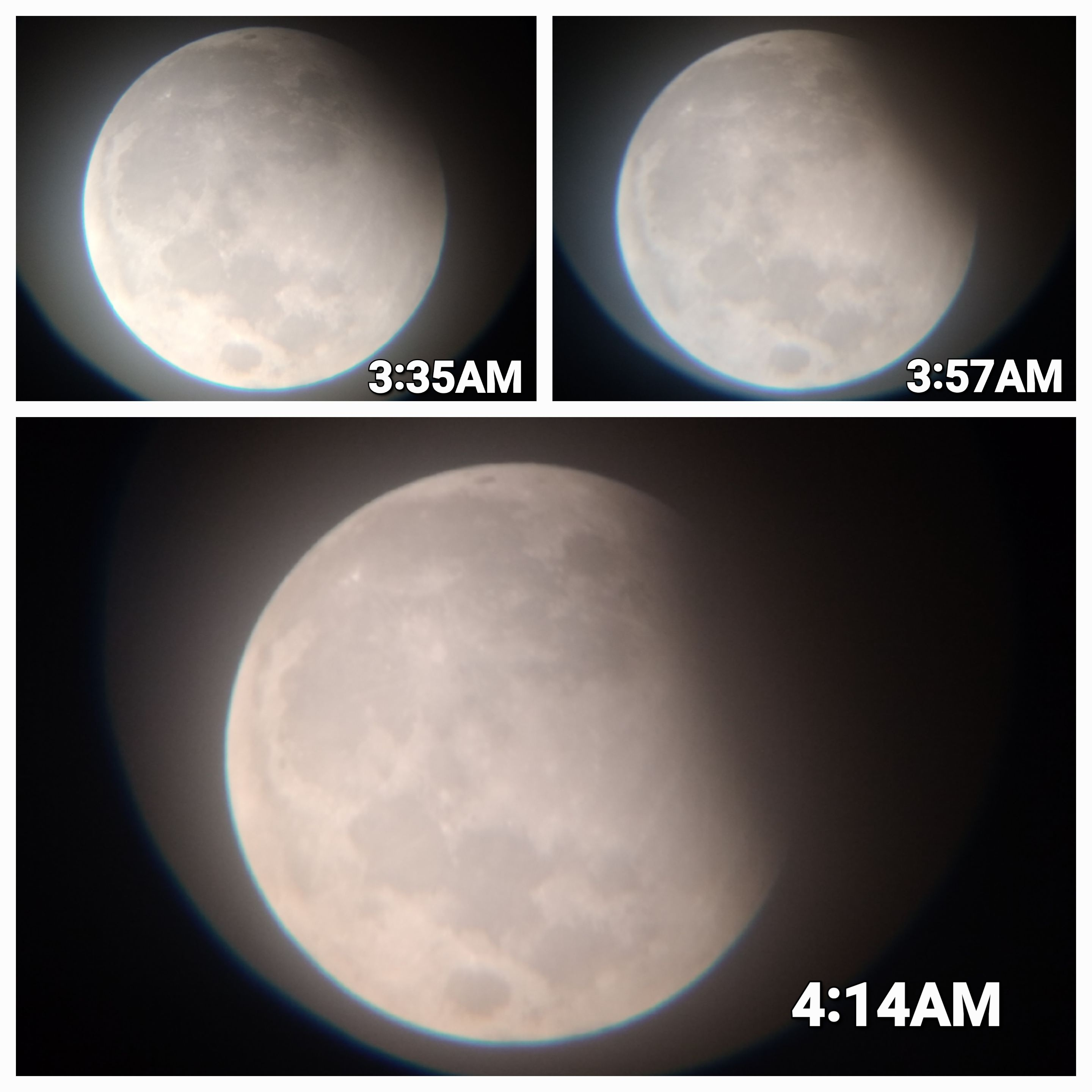
Kuching, Malasia, 19:35-20:14 UTC

## Eclipses relacionados

### Eclipses de 2023
- Un eclipse solar híbrido el 20 de abril.
- Un eclipse lunar penumbral el 5 de mayo.
- Un eclipse solar anular el 14 de octubre.
- Un eclipse lunar parcial el 28 de octubre.

### Serie del año lunar
| Conjuntos de series de eclipses lunares de 2020 a 2023 | Conjuntos de series de eclipses lunares de 2020 a 2023 | Conjuntos de series de eclipses lunares de 2020 a 2023 | Conjuntos de series de eclipses lunares de 2020 a 2023 | Conjuntos de series de eclipses lunares de 2020 a 2023 | Conjuntos de series de eclipses lunares de 2020 a 2023 | Conjuntos de series de eclipses lunares de 2020 a 2023 | Conjuntos de series de eclipses lunares de 2020 a 2023 | Conjuntos de series de eclipses lunares de 2020 a 2023 |
| ------------------------------------------------------ | ------------------------------------------------------ | ------------------------------------------------------ | ------------------------------------------------------ | ------------------------------------------------------ | ------------------------------------------------------ | ------------------------------------------------------ | ------------------------------------------------------ | ------------------------------------------------------ |
| Nodo descendente                                       | Nodo descendente                                       | Nodo descendente                                       | Nodo descendente                                       |                                                        | Nodo ascendente                                        | Nodo ascendente                                        | Nodo ascendente                                        | Nodo ascendente                                        |
| Saros                                                  | Fecha                                                  | Tipo                                                   | Gamma                                                  | Saros                                                  | Fecha                                                  | Tipo                                                   | Gamma                                                  |                                                        |
| 111                                                    | 5 de junio de 2020                                     | Penumbral                                              | 1.24063                                                | 116                                                    | 30 de noviembre de 2020                                | Penumbral                                              | -1.13094                                               |                                                        |
| 121                                                    | 26 de mayo de 2021                                     | Total                                                  | 0.47741                                                | 126                                                    | 19 de noviembre de 2021                                | Parcial                                                | -0.45525                                               |                                                        |
| 131                                                    | 16 de mayo de 2022                                     | Total                                                  | -0.25324                                               | 136                                                    | 8 de noviembre de 2022                                 | Total                                                  | 0.25703                                                |                                                        |
| 141                                                    | 5 de mayo de 2023                                      | Penumbral                                              | -1.03495                                               | 146                                                    | 28 de octubre de 2023                                  | Parcial                                                | 0.94716                                                |                                                        |
|                                                        |                                                        |                                                        |                                                        |                                                        |                                                        |                                                        |                                                        |                                                        |
| Último conjunto                                        | 5 de julio de 2020                                     | 5 de julio de 2020                                     | 5 de julio de 2020                                     | Último conjunto                                        | Eclipse lunar de enero de 2020                         | Eclipse lunar de enero de 2020                         | Eclipse lunar de enero de 2020                         |                                                        |
|                                                        |                                                        |                                                        |                                                        |                                                        |                                                        |                                                        |                                                        |                                                        |
| Siguiente conjunto                                     | 25 de marzo de 2024                                    | 25 de marzo de 2024                                    | 25 de marzo de 2024                                    | Siguiente conjunto                                     | 18 de septiembre de 2024                               | 18 de septiembre de 2024                               | 18 de septiembre de 2024                               |                                                        |

### Serie saros
Este eclipse es el miembro número 11 de la serie de eclipses lunares del saros 146, que constará de 72 eclipses en total. El eclipse previo ocurrió el 17 de octubre de 2005. El siguiente ocurrirá el 8 de noviembre de 2041.  
Saros lunar 146 inició con un pequeño eclipse penumbral el 11 de julio de 1843. La serie llegará a su mayor magnitud con un eclipse total central el 8 de agosto de 2492 para concluir con otro pequeño eclipse penumbral  el 29 de agosto de 3123. 

### Serie metónica
Este eclipse es el último de cuatro eclipses lunares del ciclo metónico en la misma fecha, 28 y 29 de octubre, cada uno separado por 19 años:
| Eventos metónicos: 4 de mayo y 28 octubre | |
| Nodo descendente | Nodo ascendente |
| --- | --- |
| 1. 4 de mayo de 1966 - Penumbral (111) 2. 4 de mayo de 1985 - Total (121) 3. 4 de mayo de 2004 - Total (131) 4. 5 de mayo de 2023 - Penumbral (141) | 1. 29 de octubre de 1966 - Penumbral (116) 2. 28 de octubre de 1985 - Total (126) 3. 28 de octubre de 2004 - Total (136) 4. 28 de octubre de 2023 - Parcial (146) 5. 28 de octubre de 2042 - Penumbral (156) |
| | |

### Ciclo medio saros
Un eclipse lunar son precedidos y seguido por eclipses solares por 9 años y 5,5 días (medio saros). Este eclipse lunar está relacionado con dos eclipses solares parciales de ciclo 153 de saros solar.
| 23 de octubre de 2014 | 3 de noviembre de 2032 |
| --------------------- | ---------------------- |
|                       |                        |